# Мартазінова Вазіра Файзулівна
Мартазінова Вазіра Файзулівна (нар. 29 липня 1946) — українська вчена, фізик атмосфери, метеоролог, кліматолог, фахівець у галузі зміни клімату та довгострокового прогнозу погоди. Доктор фізико-математичних наук (1998) в галузі метеорології, професор (2003). Почесний працівник Гідрометслужби України.
Закінчила Саратовський університет (1969), інженер-метеоролог. У 1975 році захистила кандидатську дисертацію, та з того ж року працює в Українському науково-дослідному гідрометеорологічному інституті (УкрНДГМІ), з 1993 року завідувач відділу кліматичних досліджень та довгострокових прогнозів погоди. Член спеціалізованої вченої ради географічного факультету Київського національного університету імені Тараса Шевченка.
Експерт ВАК України та Всесвітньої метеорологічної організації (ВМО).
85 наукових публікацій. Авторка монографії «Сучасний клімат Київської області».
Пані В. Ф. Мартазінова стверджує, що «Україна знаходиться у більш сприятливих метеоумовах, ніж інші країни», але «для України нерідким явищем стануть смерчі», та «потрібно адаптуватися, оскільки частота цих процесів [екстремальних метеорологічних ситуацій] не буде слабшати надалі» (2018).
Весною 2019 р. пані Вазіра Мартазінова заявила, що кліматичні зміни призвели до того, що літо в Україні стало значно коротше. Це спростувала Центральна геофізична обсерваторія імені Бориса Срезневського.